# R Cassiopeiae
R Cassiopeiae är en pulserande variabel av Mira Ceti-typ i stjärnbilden Cassiopeja. 
Stjärnan varierar mellan magnitud +4,7 och 13,5 med en period av 430,46 dygn.